# Variabler Schleimfisch
Der Variable Schleimfisch (Parablennius pilicornis) ist ein meist an felsigen Ufern lebender Fisch, der zur Familie der Schleimfische (Blenniidae) gezählt wird. Wie alle Schleimfische gehört er zur Klasse der Strahlenflosser (Actinopterygii), in welche die meisten Knochenfische eingeordnet werden. Erstmals beschrieben wurde die Art im Jahr 1829 von dem französischen Zoologen Frédéric Cuvier unter der Bezeichnung Blennius pilicornis.

## Merkmale
Parablennius pilocornis kann eine maximale Länge von 13 cm erreichen, wobei auf die Größe bezogen kein Geschlechtsdimorphismus erkennbar ist. Sein Körper ist schuppenlos, langgestreckt und seitlich abgeflacht, diese Form findet man bei allen Arten der Schleimfische. Da der Körper keine Schuppen besitzt, schützt sich der Schleimfisch mit Schleimzellen vor einer Austrocknung. Wie die meisten bodenlebenden Fische, besitzen auch diese Art keine Schwimmblase.
Der farblich variable Schleimfisch hat ein stumpfes Maul, mit einer auffällig großen Oberlippe. Über jedem Auge sind fünf fädige Tentakel, die unter anderem ein Merkmal für die Familie der Schleimfische sind. Das Seitenlinienorgan ist im Kopfbereich durch zahlreiche Porenreihen vorhanden. Zwei laufen zwischen den Augen und eine umkreist das Auge. Weitere sind meist auch vorhanden aber individuell verschieden.

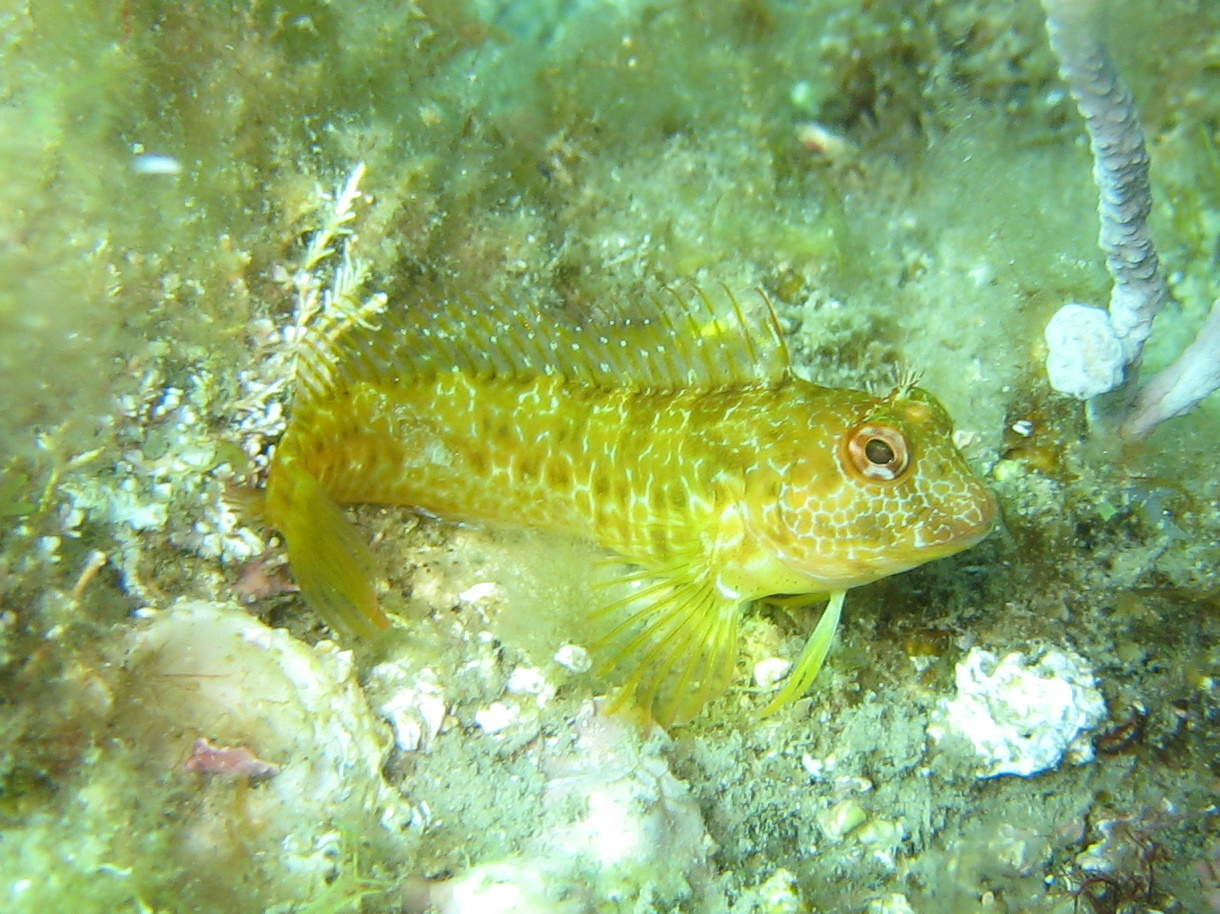
Parablennius pilicornis (weiblich) in gelber Farbe

Die Art besitzt in der Rückenflosse 11 bis 12 Hartstrahlen und darauffolgend 18 bis 24 Weichstrahlen. Beide Abschnitte der Rückenflosse sind nicht durch eine Einkerbung voneinander getrennt. In der Afterflosse (Analis) sind zwei Hartstrahlen und 20 bis 25 Weichstrahlen zu erkennen. Der Trivialname des Fischs ist „Variabler Schleimfisch“. Grund dafür ist, dass seine Körperfarbe stark variieren kann. Man sieht ihn oft mit einem beigen oder bräunlichen Körper, der mit dunkelbraunen Flecken besetzt ist. Der obere Teil des Körpers kann bis zu neun dunkle Bänder besitzen und der untere Teil zeichnet sich durch dunkle Punkte aus, welche teilweise blass sind und dunklere Kennzeichen aufweisen. Auf der Unterseite des Kopfes findet man zwei, ebenso dunkle Bänder. Zudem gibt es auch goldgelbe Individuen, die meist noch mit orangeroten Punkten gezeichnet sind. Am Kopf sind diese Punkte klein und liegen eng aneinander. Am restlichen Körper sind sie größer und meist in Reihen, über der Afterflosse, angeordnet. Auffällig an den Augen ist, dass die Iris rot gefärbt ist. Diese Variation ist allerdings nur bei Weibchen zu finden, vermehrt nach Ende der Brutzeit (ab Juli). Männchen weisen sekundäre Geschlechtsmerkmale auf, wie vergrößerte supra-orbitale Tentakel und Drüsen an der Analflosse nahe der urogenitalen Öffnung. Ihre Farbe ändert sich vor und während der Brutzeit zu schwarz (siehe Fortpflanzung).

## Lebensweise

### Ernährung
Die Ernährung von Parablennius pilicornis ist sehr abwechslungsreich und deckt ein breites Spektrum, an verschiedenen Nahrungsquellen, ab. Diese variieren auch in den verschiedenen Jahreszeiten. Im Januar sind die Hauptnahrungsquelle Polychaeten, im April werden Bivalvia bevorzugt. In den Sommermonaten gibt es keine auffällige Bevorzugung einer Nahrungsquelle, dort ernährt sich der Variable Schleimfisch von Polychaeten, Gastropoden, Bivalvia oder auch von Algen. Gegen Ende des Jahres erlangt er seine Nahrung hauptsächlich aus dem Sand und isst zudem Polychaeten und Hydrozoa. Der Variable Schleimfisch nimmt, unter anderem, seine Nahrung durch das Abweiden von Algen und Schwämmen auf. Dadurch erlangt er die darauf lebenden oder umherkriechenden, wirbellosen Kleintiere. Verglichen mit anderen Schleimfischen ist Parablennius pilicornis auffällig omnivor in seiner Ernährungsweise.

### Lebensraum und Verhalten
Parablennius pilicornis kommt im Ostatlantik, in Spanien, Portugal, südlich bis zur Möwebucht in Namibia vor, zudem im Mittelmeer, entlang der Küste Spaniens, Marokkos und Algeriens. Im südwestlichen Atlantik findet man ihn an den Küsten Brasiliens, Argentiniens und Patagoniens. Im westlichen Indischen Ozean kommt er von Natal bis Knysna in Südafrika vor. Die maximale Tiefe, in der die Art vorkommt, liegt etwa bei 25 Metern. Das Männchen lebt bevorzugt an felsigen Ufern und oft an steilen Wänden, die der Brandung ausgesetzt sind. Während der Brutzeit, ist es territorial und fühlt sich für seine Höhle verantwortlich. Diese wird regelmäßig gereinigt, indem er mit seinem Maul die störenden Partikel aus seiner Höhle rausspuckt. Mit einem schwebenden Schwimmstil macht Parablennius pilicornis sein Territorium deutlich. Das soll andere Männchen abschrecken und die Weibchen anlocken. Da sich, während der Brutzeit die meisten Männchen in ihren Höhlen befinden, kommt es selten zu Kämpfen. Falls sich doch ein anderes Männchen zu nah an eine andere Höhle begibt, wird das Territorium verteidigt. Das beginnt mit einem leichten Kopfnicken, danach folgt ein Seitwärtsschütteln des Körpers. Sein Maul wird dabei stark geöffnet, er schwimmt aus seiner Höhle und positioniert sich flossenspreizend und seitlich vor den Höhleneingang. Der Gegner wird letztendlich durch Schnapp- und Beißbewegungen verjagt. Weibchen lassen sich eher allein, auf dem freien Boden schwimmend, beobachten. Trotzdem kann man sie als ortstreu bezeichnen. Wenn sie eine Gefahr wahrnehmen, finden sie unter Steinen oder in Felsnischen Schutz. Wenn sich zwei Weibchen näher als 50 cm kommen, wird das schwächere Weibchen vertrieben. Das geschieht dadurch, dass sie sich erst mit gespreizten Flossen und weiten Mäulern begegnen. Danach schwimmt eines der beiden, senkrecht, auf das andere zu. Das schwächere Individuum entfernt sich meist, ohne großen Kampf.

### Fortpflanzung

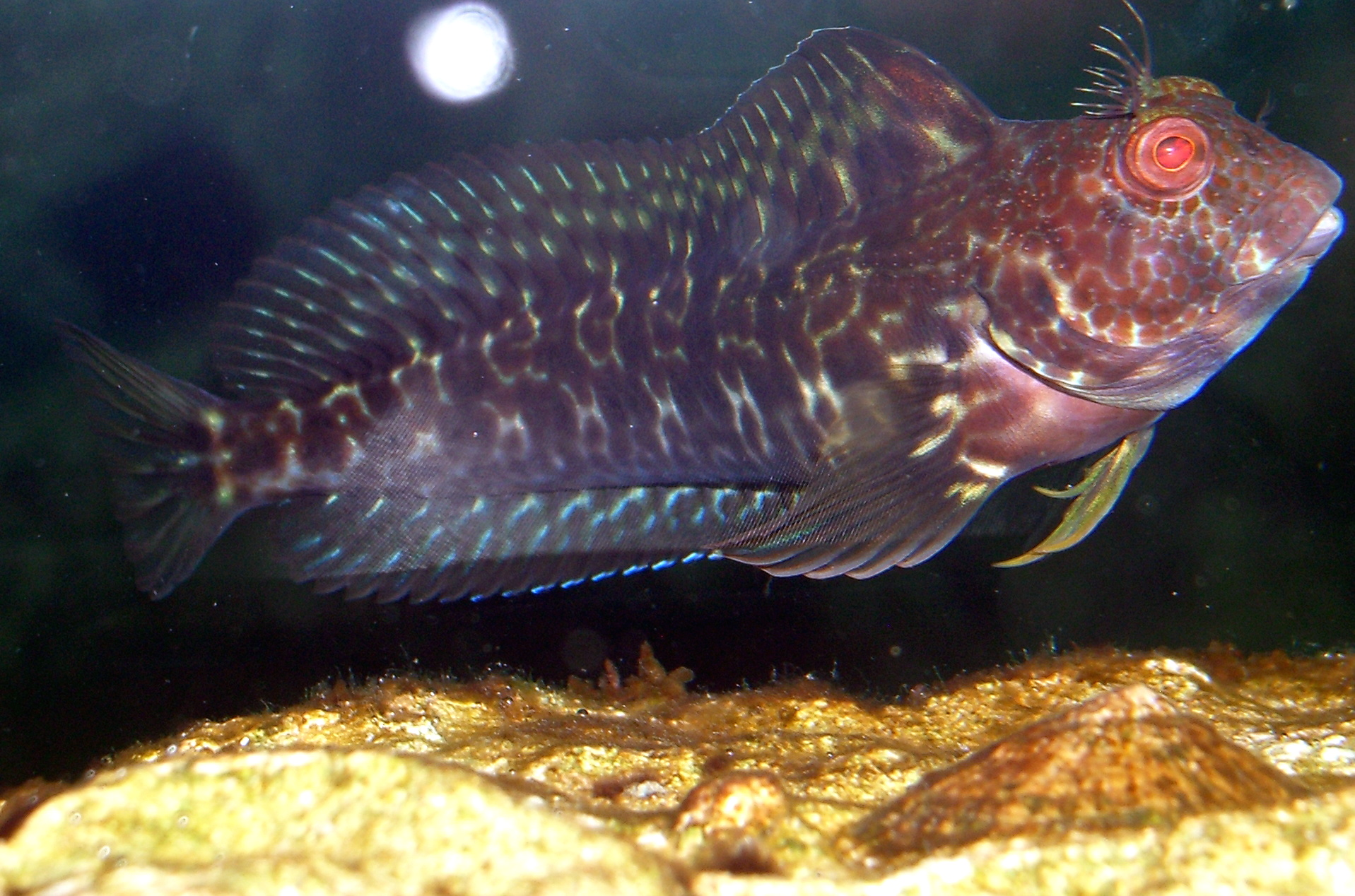
Parablennius pilicornis (männlich) während der Brutzeit

Der Fortpflanzungszeitraum liegt zwischen Februar/März und September. Während der Laichzeit ändert sich die Farbe der Männchen, die eine Höhle besitzen, zu Dunkelbraun/Dunkelblau oder Schwarz. Am Vorderende der Rückenflosse bildet sich ein bläulicher Fleck und die Iris ist sehr dunkel. Die Afterflosse und die Analflosse färben sich weiß.
Die Eier werden in der Höhle der Männchen abgelaicht. Dafür muss das Weibchen in diese Höhle gelockt werden. Ob ein Weibchen sich in eine Höhle locken lässt oder nicht, ist von mehreren Faktoren abhängig. Zum einen zeigt das Männchen ein Balzverhalten, das in diesem Fall ein spezifischer Schwimmstil ist. Dieser ist gekennzeichnet durch Kopfnicken, Wippschwimmen, Seitwärtsrütteln und Flankenzeigen. Zum anderen werden aus der Drüse an der Analflosse männliche Pheromone mit unterschiedlichen physiologischen Herkünften abgegeben. Die Pheromone, die aus der Analdrüse stammen, können über das Wasser über längere Strecken transportiert werden. Dadurch kann das Weibchen den Standort und die Identität des potentiellen Partners ausfindig machen. In der Nähe des Männchens treffen Pheromone, die von den Nebenhoden produziert wurden, noch zusätzlich auf das Weibchen. Diese sind ausschlaggebend für das eigentliche Ablegen der Eier.
Blenniiden sind polygyn, das bedeutet, dass sie mehrere Weibchen anlocken, die in ihre Höhle ablaichen sollen. Deswegen werden die Weibchen sofort nach dem Ablaichen wieder vertrieben. Die Eier, die letztendlich in der Höhle vorhanden sind, können in unterschiedlichen Entwicklungsstadien vertreten sein.

### Aufzucht und larvale Entwicklung
Die Eier werden unterhalb der Niedrigwasserzone gelegt und haben einen Durchmesser von 0,7 mm. Die väterliche Fürsorge ist bei Fischen, die in dieser Zone leben, stark ausgeprägt. Sie besteht, bis die Larven geschlüpft sind. Nachdem diese wegfällt, sind die Larven einigen Räubern ausgesetzt. Eine mögliche Anpassungsreaktion darauf ist, dass die Larven sehr schnell zu Plankton transferieren und sich postlarval schnell entwickeln. Ihre pelagische Phase dauert 2,5 Monate. Die Dauer der Brutzeit variiert mit der Wassertemperatur. Bei 20 bis 21 °C beträgt diese 9 Tage, bei 19 °C dauert sie 14 Tage und bei 17 bis 18 °C ist sie ungefähr 17 Tage lang. Die Larven sind nach dem Schlüpfen ca. 3 mm groß und schon weit entwickelt. Sie haben bereits definierte Lippen, einen differenzierten Kiefer, voll pigmentierte Augen und kleine, rundliche Brustflossen (Pectoralis). Die juvenile Färbung tritt ab dem 90. Tag ein. In dem Jahr, nachdem sie geschlüpft sind, werden sie bei einer Länge von ca. 7 cm geschlechtsreif. Das Höchstalter der Variablen Schleimfische liegt bei 2,5 Jahren.

### Kommunikation
Im Kontext der Reproduktion greifen Blenniiden auf verschiedene Signale und Wahrnehmungsarten zurück. Dazu zählt das olfaktorische, das visuelle und das akustische System. Wie bereits unter dem Punkt Fortpflanzung beschrieben, nutzen Weibchen unter anderem das olfaktorische System, um die Männchen aufzuspüren. Über die akustische Kommunikation ist zur jetzigen Zeit nicht viel bekannt. Es gibt lediglich eine Studie über Parablennius parvicornis, den Felsen-Pool-Blenny. Dieser gibt während der Paarungszeit Grunzgeräusche von sich. Das spielt möglicherweise bei der Entscheidung des Weibchens, über das Ablaichen, eine Rolle. Bei der Familie der Schleimfische ist das visuelle System sehr ausgeprägt, mit Differenzen zwischen den Spezies. Männchen haben deutlich stärker variierende visuelle Merkmale als Weibchen. Zudem kommt eine große Vielfalt der Körperfarben hinzu, die sich innerhalb und außerhalb einer Spezies unterscheiden.